# Stig Bengmark
Stig Bengmark, född 10 april 1929 i Östervåla i Uppland, död 2 december 2023 i Lomma, var en svensk kirurg.

## Biografi
Bengmark avlade läkarexamen vid Lunds universitet 1956. Två år senare, 1958, disputerade han på en avhandling om prostatans anatomi, också vid Lunds universitet. Han blev professor i Lund 1971, då han efterträdde professor Philip Sandblom. Bengmark var chefskirurg och klinikchef vid Universitetssjukhuset i Lund från 1970 fram till pensionen 1994. Under sin tid som chef för kirurgiska kliniken i Lund införde han en modern teamstruktur på kliniken, till skillnad från det tidigare traditionellt överläkarcentrerade arbetssättet. År 1999 blev han så kallad honorary visiting professor vid University College London.
Bengmark grundade 1999 företaget Synbiotics tillsammans med andra forskare från Lund och Arla Foods. Synbiotics är ett forskningsbolag som utvecklar probiotiska produkter. Bolaget bygger på Bengmarks forskning om möjligheterna att förebygga och behandla infektioner i samband med operationer, samt kroniska sjukdomar, genom att använda probiotika.
Vid sidan om sin akademiska karriär ägnade sig Bengmark åt kostupplysning. Inom ramen för den verksamheten betonade han vikten av att äta en kost som inte ökar graden av inflammation i kroppen, något han menade att den moderna västerländska kosthållningen gör. Han förespråkade också minskat användande av antibiotika i samband med operationer.